# San Rafael (canton)
Pour les articles homonymes, voir San Rafael.
San Rafael est un canton (deuxième échelon administratif) costaricien de la province de Heredia au Costa Rica.

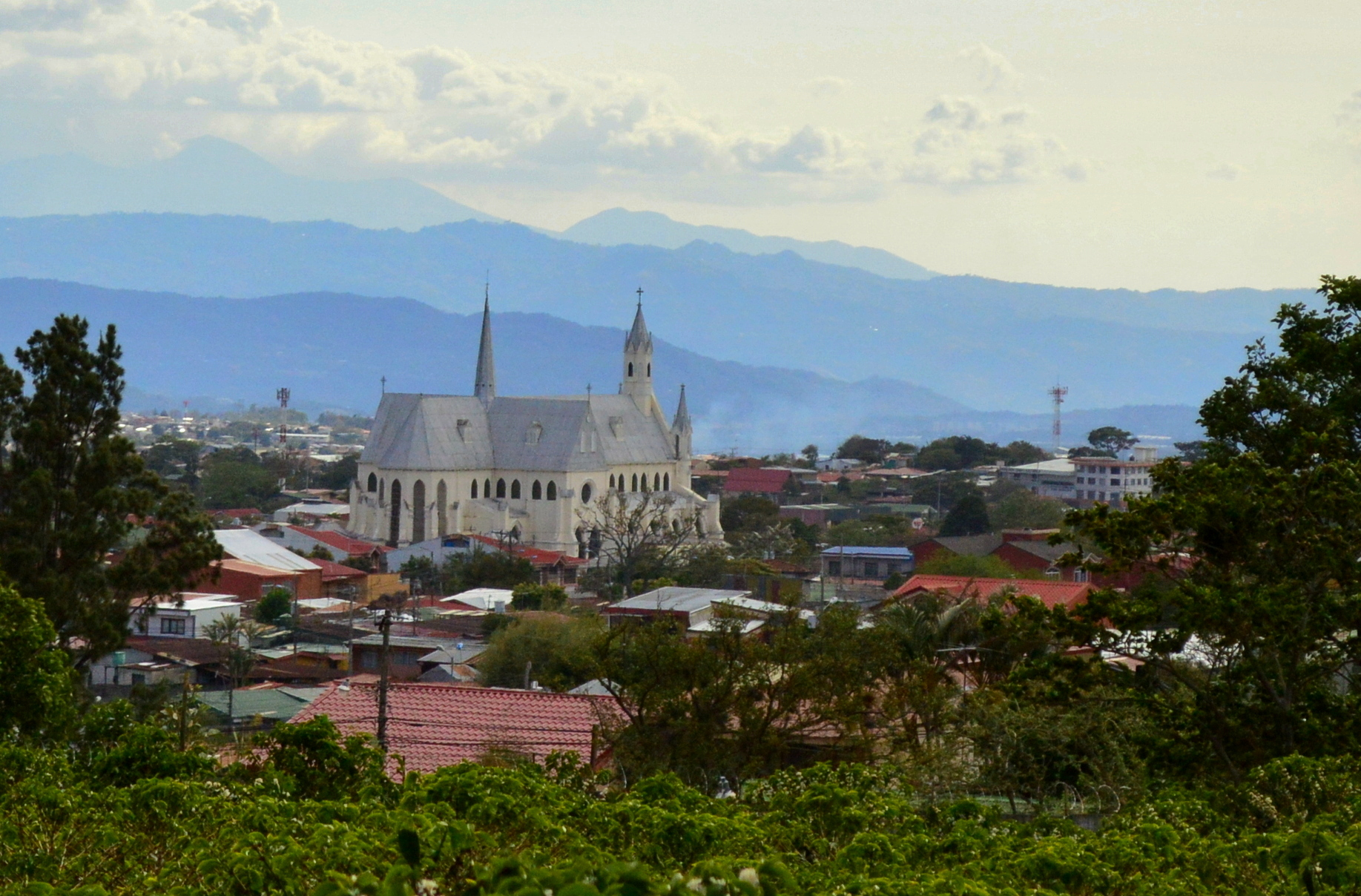
Skyline de la ville de San Rafael, vue du quartier d'Ángeles